# 瓜斯杜阿利托
瓜斯杜阿利托是委內瑞拉的城鎮，由阿普雷州負責管轄，位於該國西部，距離與哥倫比亞接壤的邊境，始建於1770至1771年，海拔高度125米，2001年人口約105,000。